# Вернье, Эмиль Серафен
Эмиль Серафен Вернье (фр. Émile Vernier; 16 октября 1852, Париж — 9 сентября 1927, там же) — французский скульптор, гравёр, медальер, дизайнер. Президент Общества декоративных художников (дизайнеров) (1905—1910).

## Биография
В 13-летнем возрасте поступил в ученики к Пуссельгу-Русану. Изучал скульптуру, гравировку и чеканку по металлу. Был одним из первых, кто применил технику гравировки медалей для изготовления украшений.
В 1876 году дебютировал в Парижском салоне. Был отмечен на Салоне 1886 года и на Всемирной выставке в Париже (1889). Награждён бронзовой медалью Всемирной выставки (1900).
В конце 1888 года Вернье начал заниматься изготовлением медалей, брошей и подвесок. В 1896—1897 годах французское правительство поручило ему специальную миссию в Каир для изучения работы древних египетских ювелиров. За мемуары на эту тему Академия надписей и изящной словесности наградила его премией Делаланда-Герно.
Вернье был известен как скульптор, которому поручали изготовление многочисленных памятных досок. Его гравюры на металле включали аллегорические предметы и архитектурные виды.
Читал лекции по ювелирному искусству. Был членом Совета Национального общества изящных искусств. Работал экспертом по ювелирным изделиям Французского института восточной археологии.

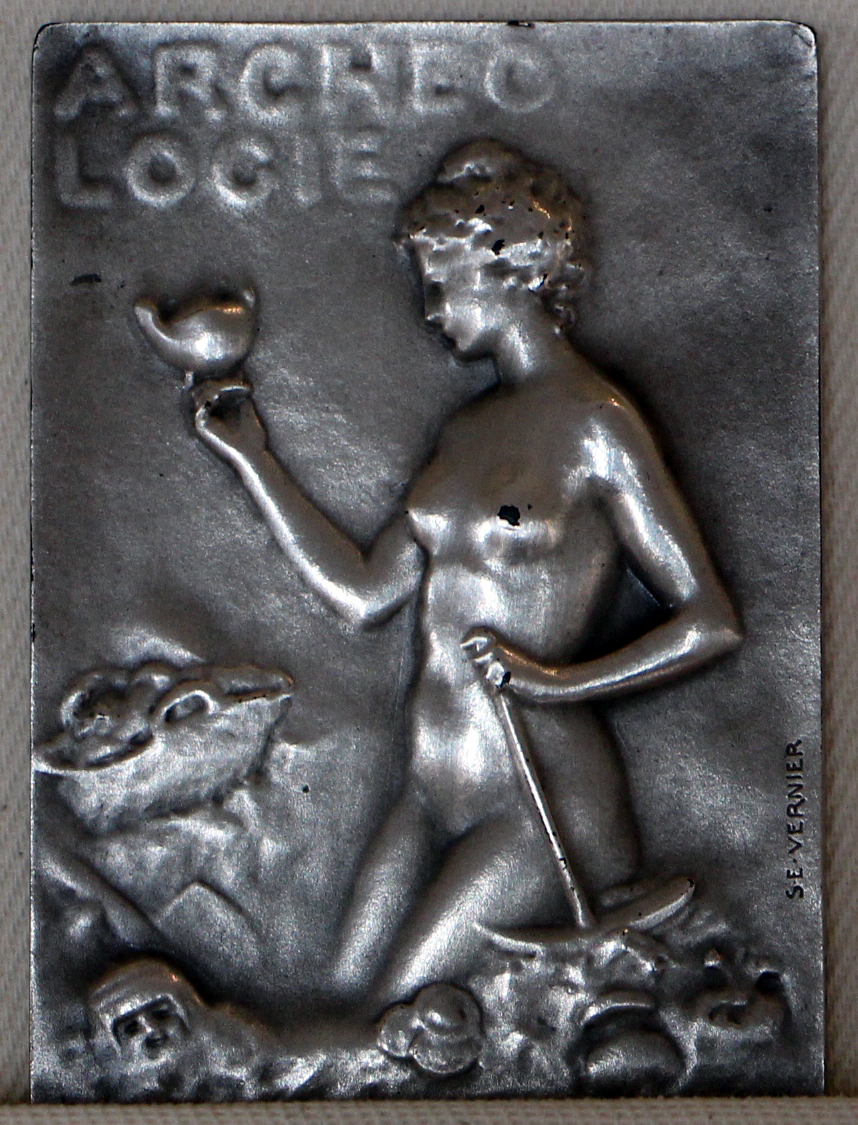
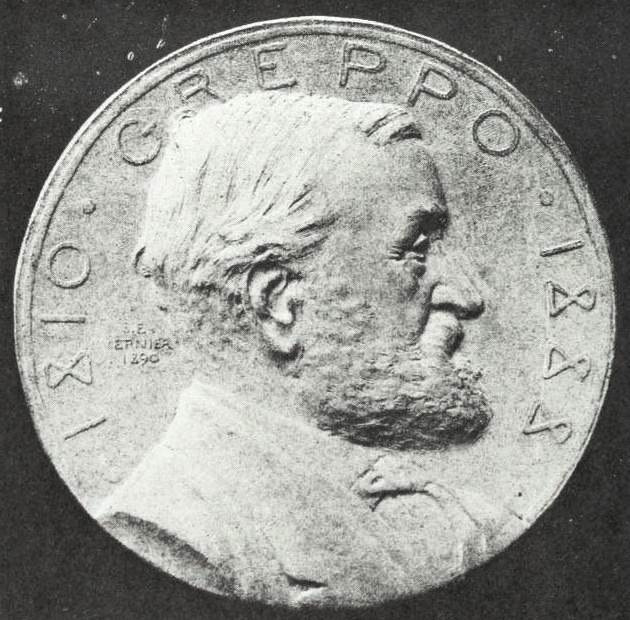
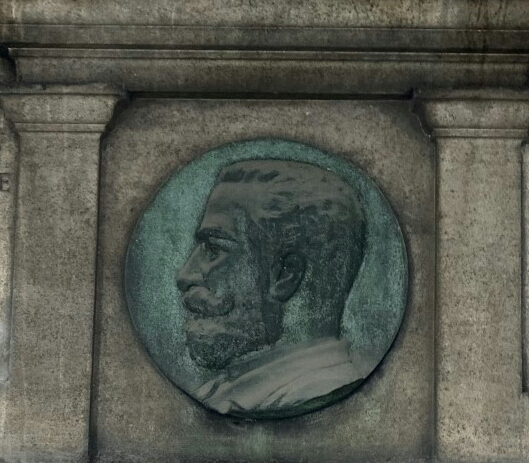
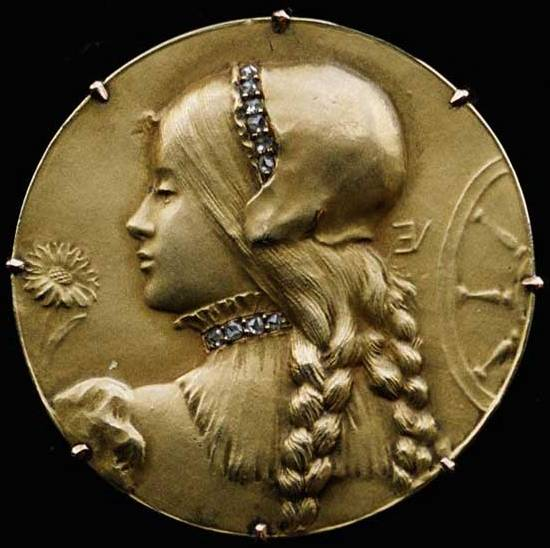

Похоронен на кладбище Баньё.

## Награды
- Кавалер ордена Почётного легиона (1903)
- Офицер ордена Почётного легиона (1911)

## Избранные публикации
- Douze lithographies d’après Corot. Librairie artistique. (1870)
- Bijoux Et Orfèvreries. Institut Français d’archéologie orientale. (1907)
- La bijouterie et la joaillerie égyptiennes. Institut Français d’archéologie orientale. p. 156. (1907)
- Notes sur les boucles d’oreilles égyptiennes. (1911)
- L’Or chez les anciens Egyptiens. (1924)
- Catalogue général des Antiquités égyptiennes du Musée du Caire. I: Bijoux et orfèvreries. Cairo: Institut français d’archéologie orientale. (1927)
- Catalogue général des Antiquités égyptiennes du Musée du Caire. II, Index et planches: Bijoux et orfèvreries. Cairo: Institut français d’archéologie orientale.(1927)